# West Point (Utah)
West Point – miasto w Stanach Zjednoczonych, w stanie Utah, w hrabstwie Davis.